# Universidade do Botswana
A Universidade do Botswana (UB) é uma universidade pública do Botsuana, com reitoria e campus principal instalado na cidade de Gaborone, a capital do país. Possui campus também em Francistown e em Maun.
Foi criada em 1982 como a primeira instituição de ensino superior no Botsuana. A universidade é dividida em seis faculdades: Economia, Educação, Engenharia, Ciências Humanas, Medicina, Ciência e Ciências Sociais.

## Histórco
A Universidade do Botsuana começou como parte de um sistema universitário maior conhecido como "Universidade de Basutolândia, Bechuanalândia e Suazilândia" (UBBS). Fundada em 1964, a UBBS surgiu para reduzir a dependência dos três países do ensino superior na África do Sul da era do apartheid. Depois que Botsuana e Lesoto se tornaram independentes em 1966, a universidade foi chamada de Universidade do Botsuana, Lesoto e Suazilândia (UBLS).
A Assembleia Nacional do Lesoto abruptamente realiza a expropriação da UBLS, por intermédio da lei nº 13/1975, de 20 de outubro de 1975, convertendo-a em Universidade Nacional do Lesoto. Após tal ato, os governos do Botsuana e Essuatíni iniciaram negociações que culminaram na criação da "Universidade do Botsuana e Suazilândia" (UBS) em 1 de setembro de 1976. Os campus do Botsuana e da Suazilândia funcionavam com forte grau de autogestão, tanto que o processo de divisão em duas universidades foi planejado deste o início.
Ainda em 1976 foi iniciada uma campanha nacional de arrecadação de fundos, formalmente conhecida como "Apelo pelo Campus Universitário do Botsuana" (BUCA), liderada pelo então presidente botsuanense Seretse Khama. A campanha foi lançada para arrecadar dinheiro para a construção do Campus de Gaborone na Botsuana da Universidade do Botsuana e Suazilândia. O povo botsuanense e outras partes colaboradoras fizeram contribuições de todos os tipos, incluindo dinheiro, gado, cereais, ovos, etc., para cumprir a meta estabelecida de um milhão de randes sulafricanos. Durante seis anos existiu esta universidade conjunta do Botsuana e da Suazilândia, até que no ano de 1982 iniciou-se o processo de divisão e separação amigável em duas universidades nacionais separadas.
Em 23 de outubro de 1982, após alcançar a meta financeira estabelecida, a Universidade do Botsuana separou-se legalmente da Universidade da Suazilândia. O período de transição continuou até 31 de dezembro de 1982, quando as duas universidades separaram-se em definitivo.

## Ligações Externas
- Site Oficial
- Site do Departamento Histórico
- Site do Departamento Inglês
- Universidade da África Austral